# 六甲五
HD 30338，又名BD+80 155，SAO 783、HR 1523，是一颗仙王座的恒星，视星等为5.07，位于銀經131.38，銀緯22.78，其B1900.0坐标为赤經4h 41m 37.3s，赤緯+81° 22.78′ 41″。